# Paratya martensi
Paratya martensi is een garnalensoort uit de familie van de Atyidae. De wetenschappelijke naam van de soort is voor het eerst geldig gepubliceerd in 1925 door Roux.